# Hrabstwo Hamilton (Teksas)

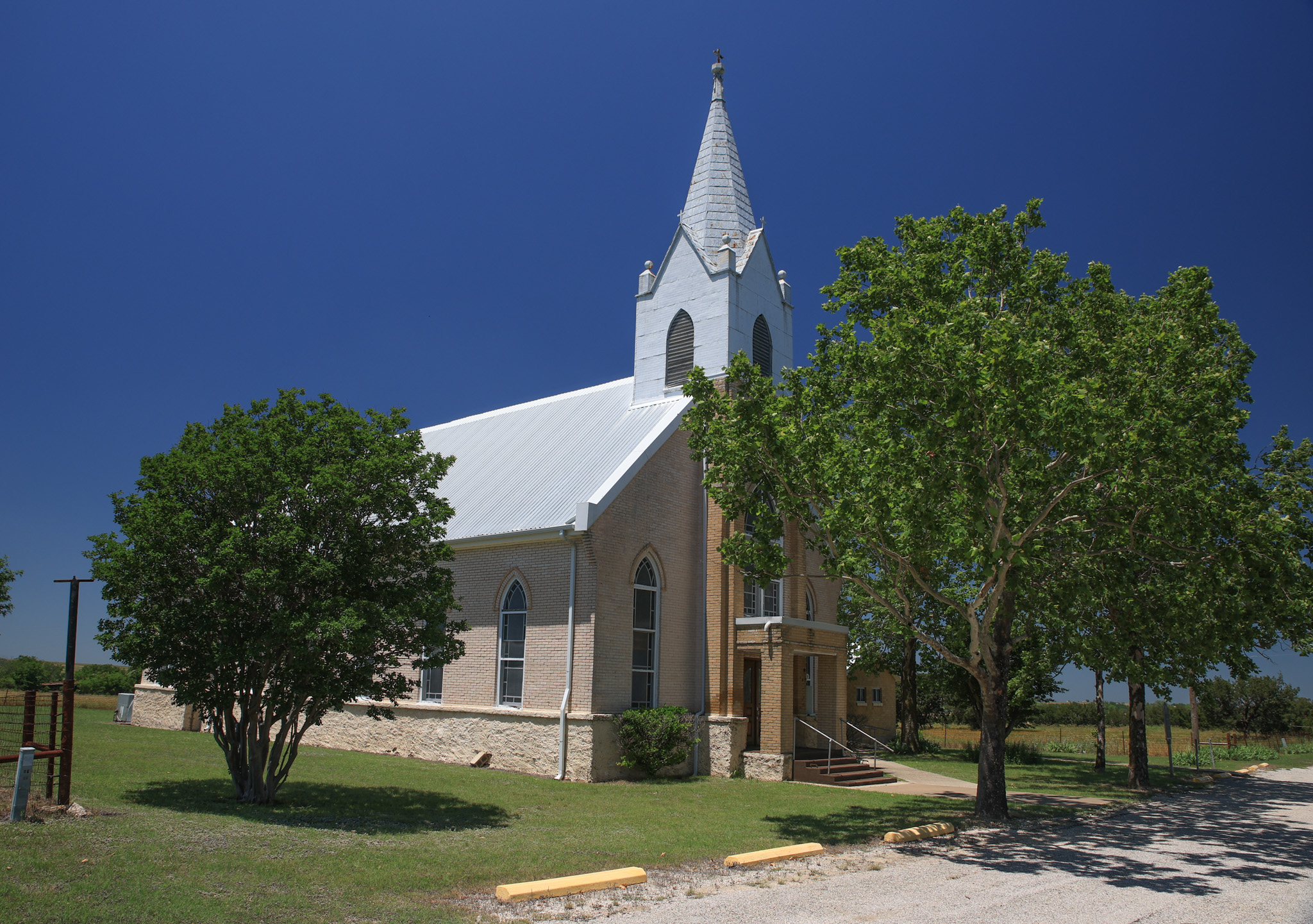
Kościół luterański w Aleman

Hrabstwo Hamilton – rolnicze hrabstwo, położone w USA, w stanie Teksas. Utworzone w 1856 r. Siedzibą hrabstwa jest miasteczko Hamilton. Do innych miejscowości w hrabstwie, należą: Hico, Aleman, Shive i częściowo Evant. Hrabstwo jest osuszane przez rzeki Leon, Lampasas i Bosque.

## Sąsiednie hrabstwa
- Hrabstwo Erath (północ)
- Hrabstwo Bosque (północny wschód)
- Hrabstwo Coryell (południowy wschód)
- Hrabstwo Lampasas (południe)
- Hrabstwo Mills (południowy zachód)
- Hrabstwo Comanche (północny zachód)

## Gospodarka
Rolnictwo lokalnej gospodarki zarabia około 100 milionów dolarów rocznie, z czego 90% pochodzi z przemysłu mleczarskiego i bydła. Hodowle owiec (9,1 tys. w 2022) i kóz (6 tys. w 2022) należą do 100. największych w USA. Ponadto występują hodowle koni i trzody chlewnej. Uprawa zdominowana przez orzechy pekan i produkcję siana. 
Produkcja odzieży, listew drewnianych, wyrobów stalowych i inne towary przynoszą hrabstwu około 5 milionów dolarów rocznie. Hrabstwo Hamilton ma szczątkową i spadającą produkcję ropy.

## Demografia
Według danych z 2023 hrabstwo liczy 8619 mieszkańców, w tym 82,9% stanowili biali niebędący Latynosami. Z gęstością zaludnienia ok. 4 os./km² należy do najsłabiej zaludnionych hrabstw środkowego Teksasu. Mieszkańcy deklarują głównie pochodzenie angielskie (14,4%), meksykańskie (13,2%), niemieckie (12,6%), irlandzkie (10,2%), mieszane (9,4%), „amerykańskie” (8,5%) i szkockie lub szkocko–irlandzkie (3,6%).